# Era de Vielha
Era de Vielha és un edifici de Viella, al municipi de Vielha e Mijaran (Vall d'Aran), inclòs a l'Inventari del Patrimoni Arquitectònic de Catalunya.

## Descripció
Antiga "mòla" situada en el marge del riu Nere, de notables dimensions si la comparem amb els molins tradicionals de la Vall. Com és habitual l'edifici és orientat en sentit transversal al corrent de l'aigua. Val a dir que les cantonades i alguns llenços dels murs foren bastits amb carreuada, d'una certa qualitat. Les façanes mostren els traus del sistema de bastida. La coberta és a quatre vessants, la "capièra" paral·lela a la façana, i sengles "tresaigües" en els "penalèrs". Les tres obertures tradicionals es concentren en la façana que dona al carrer. En aquest cas, però, sobresurt una porta de fàbrica, elevada, amb brancals i una llinda monolítica que duu la data 1861 dins d'un cercle, d'acord amb el model acostumat; vora de la porta es desclou una finestra sense caràcter i al damunt una "lucana" d'un sol vessant per a ventilar l'antic magatzem. Tot i que les instal·lacions lògicament han estat desfigurades, s'hi entreveu el canal de la peixera que hi duia aigua. A l'interior conserva part de la maquinària.

## Història
Els Comtes de Vielha, com és lògic, fan també esment de l'ofici de "molièr", així com unes partides destinades a reparar el molí, çò és de fer el rodet de la mola, "trages o temples", i la cama dels rodets "que s'havia tornat a trencar" (1565). Els molins de Vielha entre 1624 i 1649 han estat estudiats per M.A.Sanllehy en la seva tesi doctoral. En el Cadastre de 1717 hi ha esment també del molí municipal de Vielha i posteriorment de la "mòla deth ressèc" en el riu Nere; el molí Ric a mitja vila dessota del pont Nere (1788). Al segle xix, els dos molins de farina nodrien una part considerable de les despeses municipals. Propietat del Coto Saforcada de Vielha, fins que fou adquirit pels Cano.